# Putéal (puits)

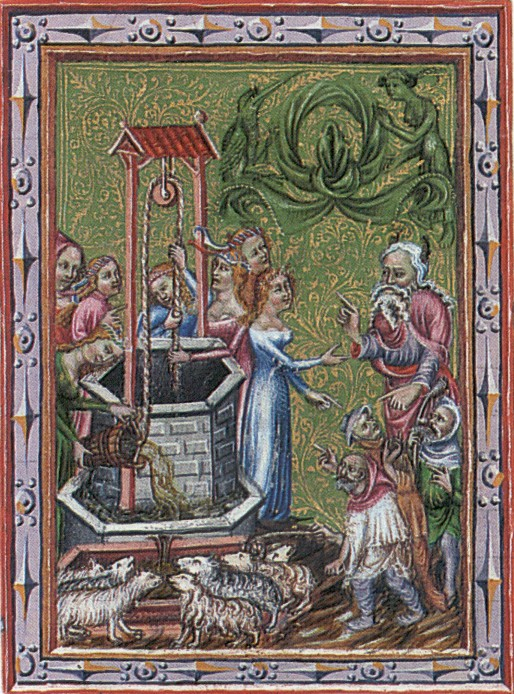
Épisode biblique de Rébecca dans le puits. Enluminure de 1389 dans une Bible de Venceslas de Luxembourg. Université de Leipzig (Allemagne).

Un putéal est un parapet ou une balustrade solide qui, pour des raisons de sécurité et d'utilité, entoure un puits au niveau de la surface, permettant d'empêcher les chutes à l'intérieur,. Il est courant d'installer une poulie ou une manivelle dessus pour soulever le récipient qui contient l'eau extraite. Un couvercle est également généralement placé sur la tête de puits pour empêcher la saleté de tomber dans le puits.
Il en existe de toutes sortes. On peut citer les putéals plus anciens en maçonnerie, en céramique ou en bois. Les plus récents sont en brique et en ciment. Ce simple parapet de tête de puits a aussi été réalisé à partir de matériaux tels que le marbre, le bronze et le fer. Frère cadet du puits, il a été pendant des siècles réalisé en terre cuite (brique), souvent émaillée.

## Métonymie
Par transnomination métonymique « puits » et « putéal » sont identifiés l'un à l'autre ; l'esprit voit un puits là où il n'y a qu'un putéal. À titre d’expérience pédagogique, il a été constaté que lorsqu’on leur demandait de « dessiner un puits », les enfants et de nombreux adultes dessinaient un putéal. Et lorsqu’on leur expliquait que ce qu’ils avaient dessiné était un putéal, beaucoup répondaient qu’ils ne connaissaient pas ce mot. Ce sont des mots à référence indirecte qui nous permettent de comprendre parfaitement le sens de la transnomination métonymique,.

## Découvertes archéologiques
Divers travaux archéologiques ont documenté l'existence de têtes de puits en céramique en Grèce depuis le Ve siècle. En Espagne, plusieurs musées et institutions conservent des putéals d'origine romaine, arabe, mudéjar et plus récente. Citons : le Musée archéologique et ethnologique de Cordoue, le Musée de Sainte Cruz à Tolède, le Musée Archéologique de Séville, le Musée archéologique national de Madrid, Musée de Céramique de Barcelone (es) et le palais de la comtesse de Lebrija.

## Dans les arts

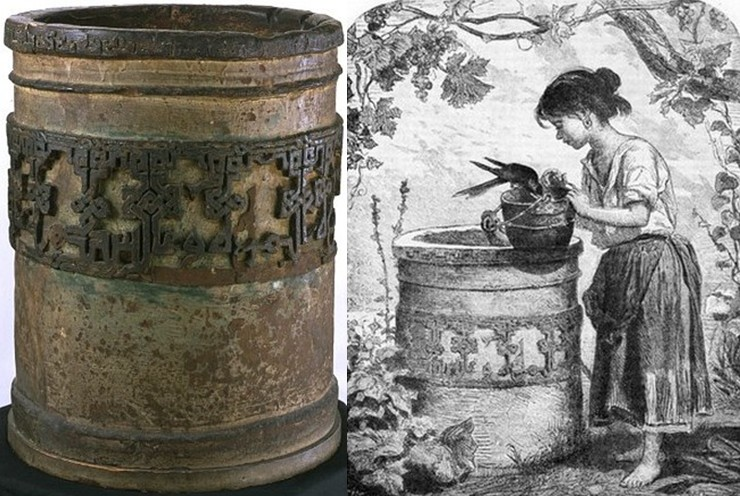
Putéal de Tolède, aujourd'hui au Victoria and Albert Museum (Londres). Dessin de Valeriano Bécquer en 1856.

### Littérature
À Tolède, dans une maison de la ruelle San Ildefonso où vivaient les frères Bécquer en 1856, il y avait un putéal arabe dans le jardin, au pied duquel ils plantèrent leur célèbre laurier. Valeriano l'a dessiné et accompagné d'un texte de Gustavo, avant de le publier dans le numéro 4 de La Ilustración Española y Americana, en février de 1870.
Certains chercheurs, comme Jesús Cobo, avancent que la jeune femme qui apparaît sur le dessin était Alejandra González Esteban, l'amante tolédane de Gustavo.

« Este hermoso brocal es de tierra roja cocida y bañada, y su adorno lo forman dos grecas, por entre las cuales corre rodeándole una magnífica inscripción en caracteres cúficos ornamentales... »

— Gustavo Adolfo Becquer (Toledo, 1856)
Soit, en français :

« Ce beau putéal est en terre rouge cuite et enduite, et sa décoration se compose de deux chantournements, entre lesquels court une magnifique inscription en caractères coufiques ornementaux... »

— Gustavo Adolfo Becquer (Toledo, 1856)
Le dessin de Valeriano confirme qu'il s'agit bien du même putéal exposé au Victoria & Albert Museum de Londres. Autrefois situé au Musée provincial de Tolède, il a disparu, puis réapparu au Musée de South Kensington (prédécesseur du Victoria & Albert Museum).
Apparemment, le précieux putéal est passé du Musée provincial de Tolède aux mains de l'historien de l'art Juan Facundo Riaño (es), qui l'a vendu à la collection britannique pour un peu plus de trois livres sterling.
Un autre curieux putéal décrit par la littérature se trouve dans les vers de Félix María de Samaniego dans son œuvre Le jardin du Vénus :

« El pozo de los padres trinitarios
tuvo brocales varios:

ya de mampostería,

ya de piedra de buena sillería,

en fin de berroqueño le pusieron,

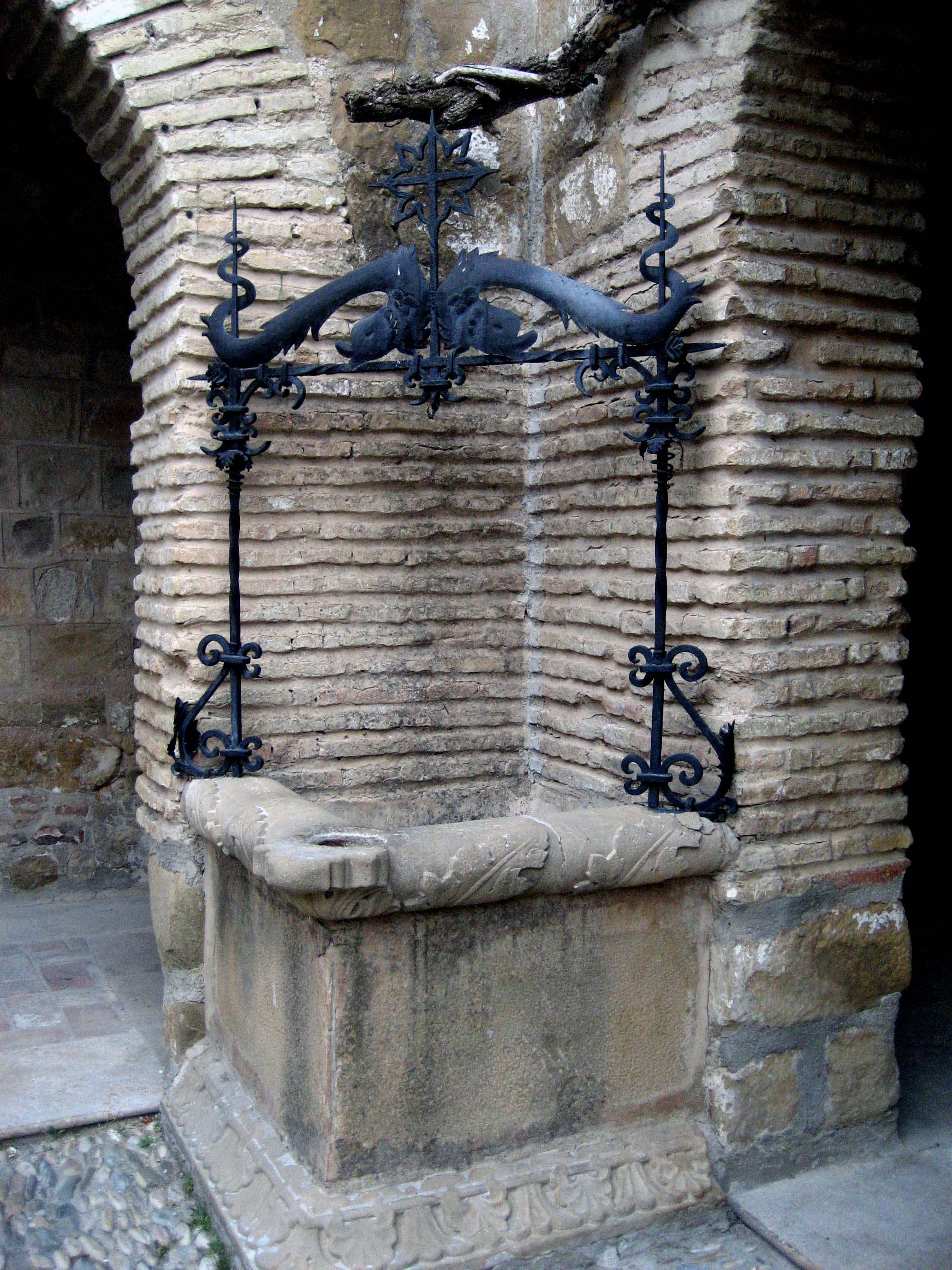
Putéal d'angle du Palais Mengíbar, à Jaén (Espagne).

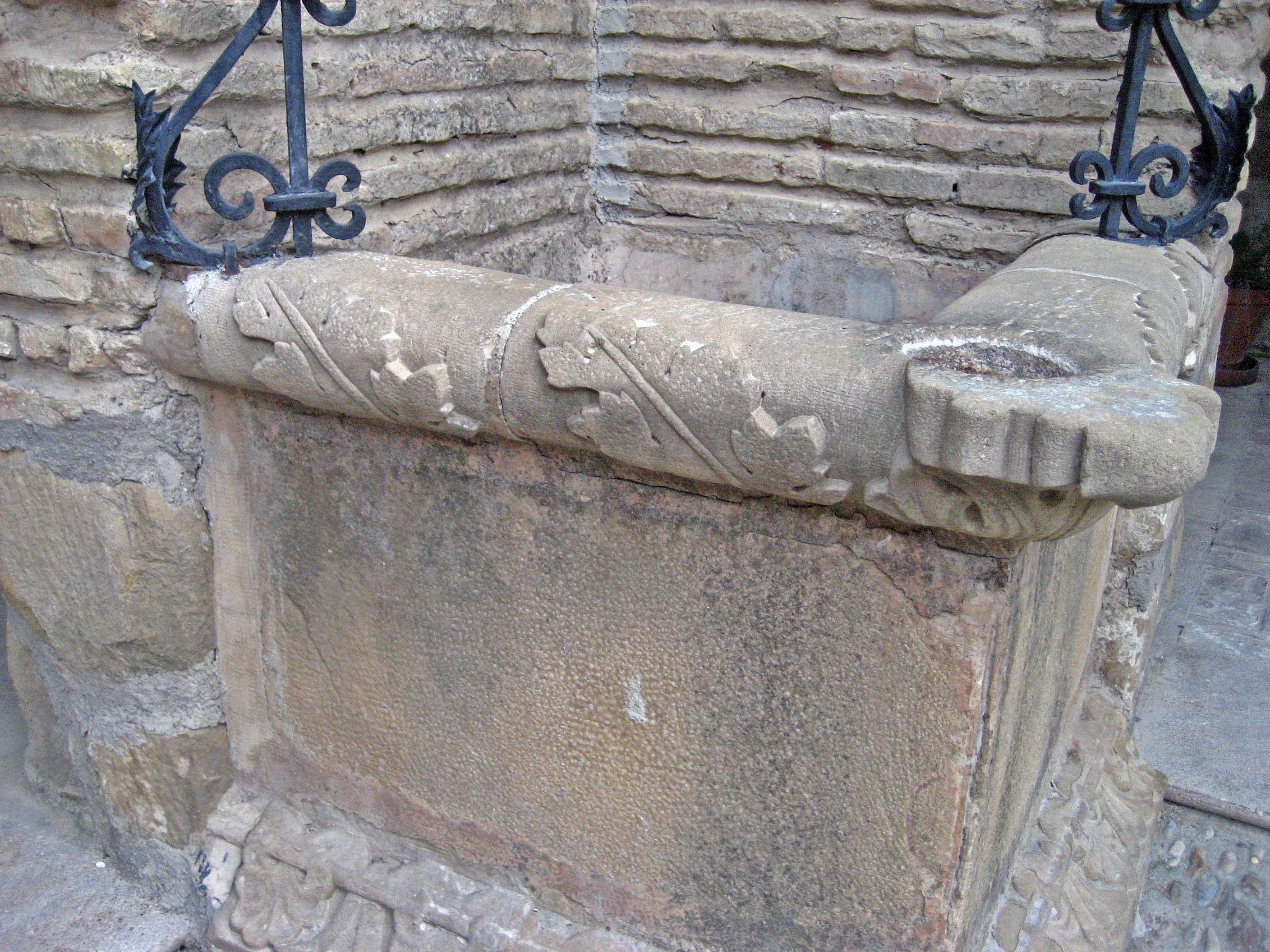
Détail de la maçonnerie.

el último que eterno ellos creyeron;

pero tal faena de sacar agua

en el convento había,

que al año ya tenía

el brocal una brecha grande y buena.

- ¡Virgen!, el superior

dijo al saberlo,

que no sé ya de qué materia hacerlo

para que no se roce o desmorone.

Llamar al albañil en el momento

a ver de qué dispone

se haga el brocal al pozo del convento.

El albañil llamado

al punto fue enterado,

y dijo: - Aquí lo que conviene

es hacer un brocal como el que

tiene mi mujer,

que ha veinte años cabalmente

que echo por él la soga de frecuente

con dos cubos que al par le han golpeado,

y ni una pizca se ha desmoronado. »

— Félix María de Samaniego.
De son côté, Carmen Conde, originaire de Carthagène et première femme admise à l'Académie royale espagnole, a intitulé son premier recueil de poèmes, écrit en prose, Brocal (« putéal », en espagnol), publié en 1929.

### Bande dessinée
Dans Fable de Venise, aventure de Corto Maltese conçue par Hugo Pratt (1977), le héros bavarde avec un puits d'une cour vénitienne. L'objet prétend être « Arlekin Batocio », soldat à Kandia et masque vénitien. L'auteur raconte que, pendant son enfance à Venise, il se rendait souvent dans une maison du vieux ghetto, accompagnant sa grand-mère voir son amie Bora Levi. Pour passer le temps, il regardait par la fenêtre la cour voisine, où se trouve un puits (vera da pozzo) couvert de lierre. Bien plus tard, il revit une cour similaire en fleur et dotée d'un puits, dans une maison de la Juderia de Cordoue,.

## Galerie

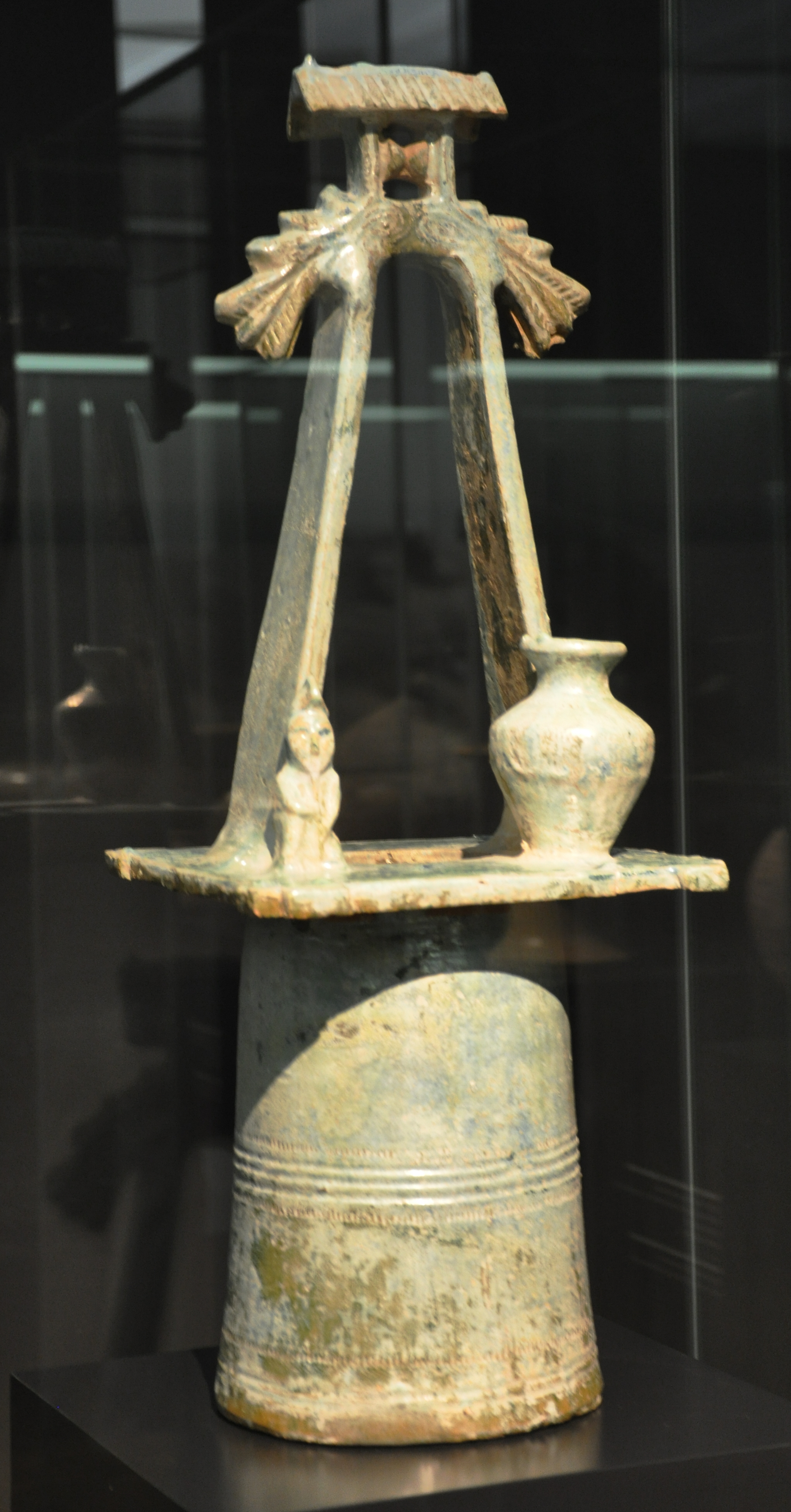
Pendentif en céramique émaillée de la dynastie Han (vers le Ier siècle), représentant une tête de puits avec une cruche dessus. Art chinois de la collection Meiyintang au museum Rietberg (Zurich).
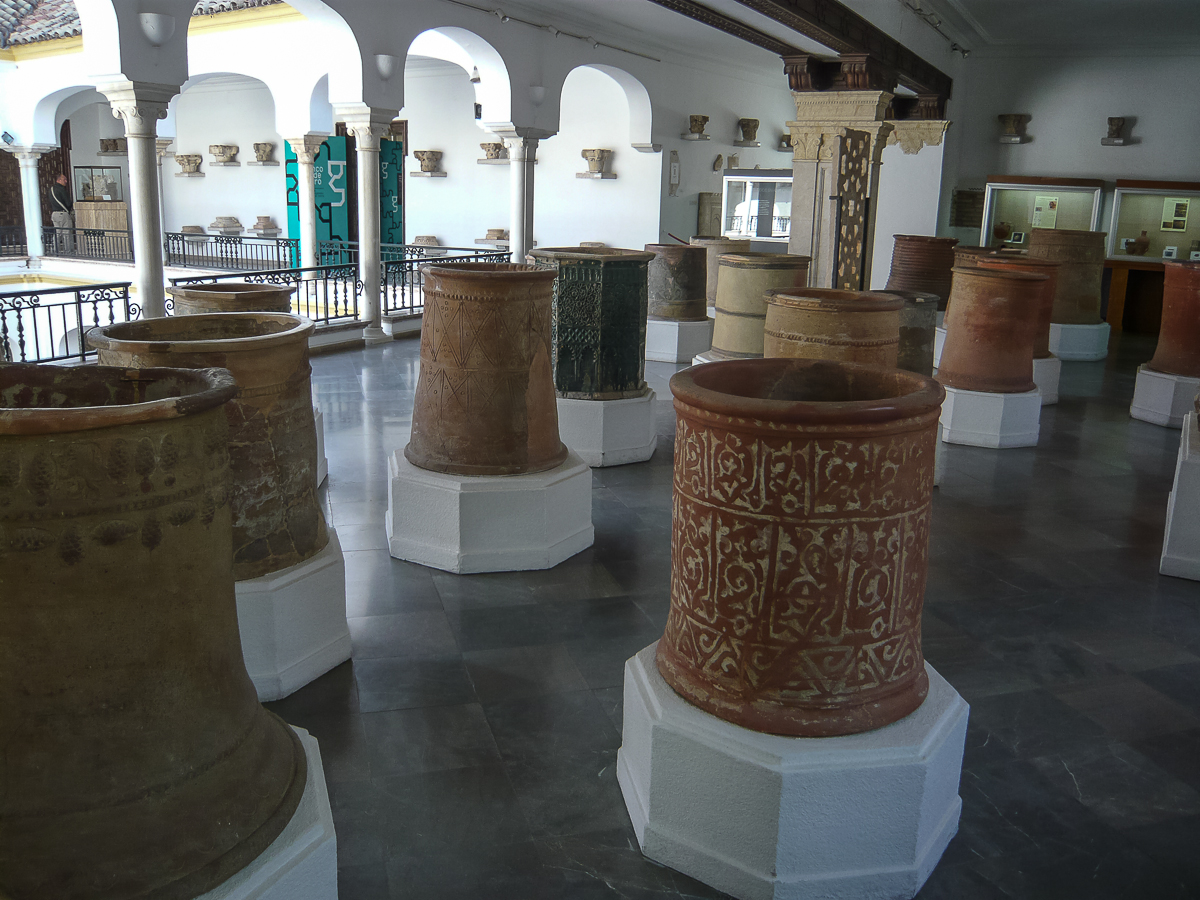
Collection de putéals de la période du califat de Cordoue (VIIIe siècle au XIe siècle) au Musée archéologique et ethnologique de Cordoue (Espagne).
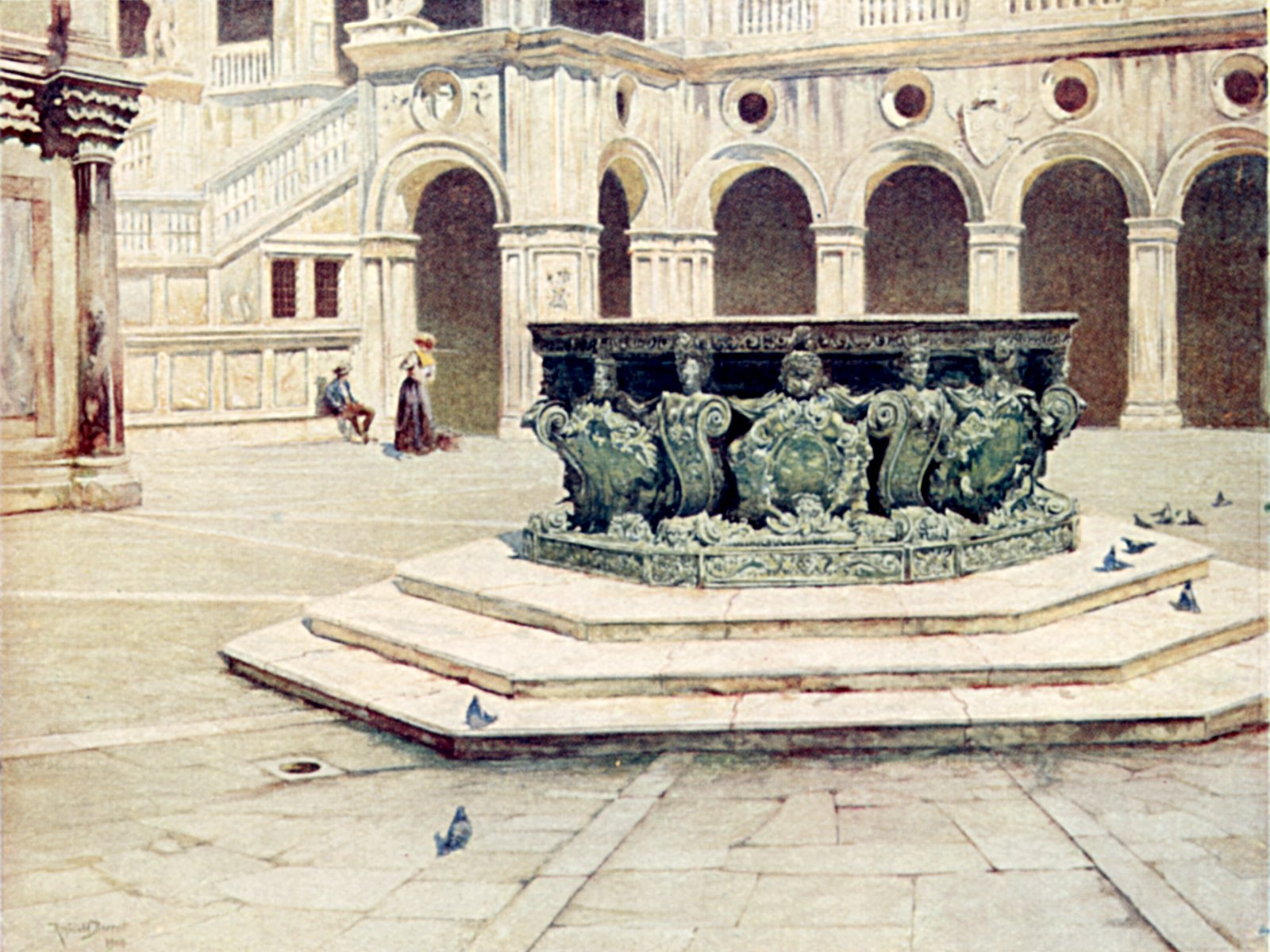
Putéal en bronze dans la cour du palais des Doges à Venise, œuvre originale (vers 1555) du fondeur Alfonso Alberghetti, peint par Reginald Barrat dans le livre Venise (1907).
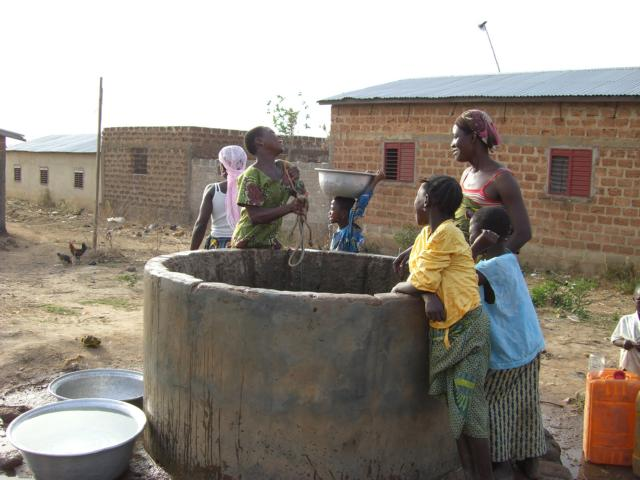
Putéal dans la ville de Copargo, département de la Donga, Bénin.
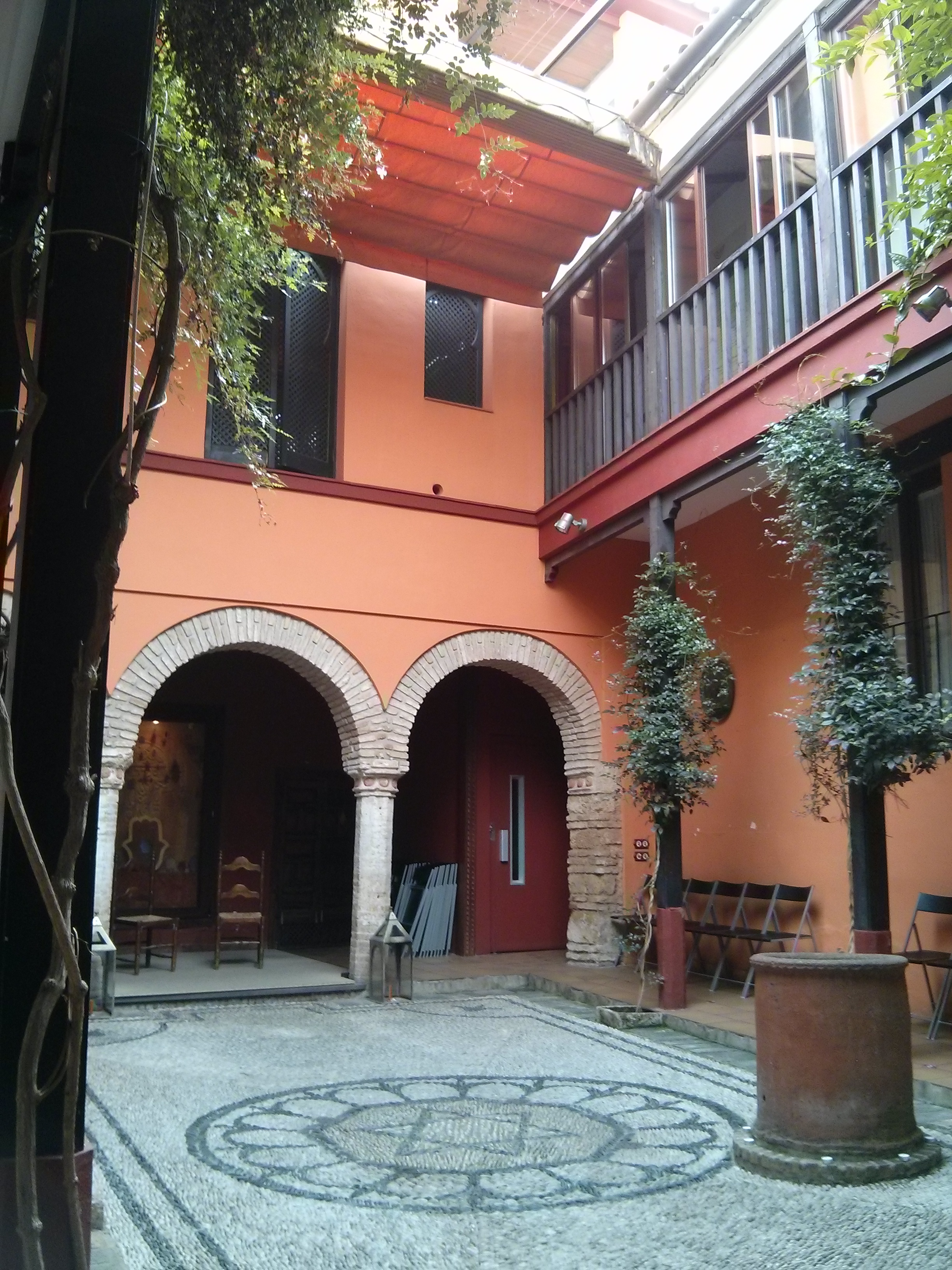
Patio de la Casa de Sefarad
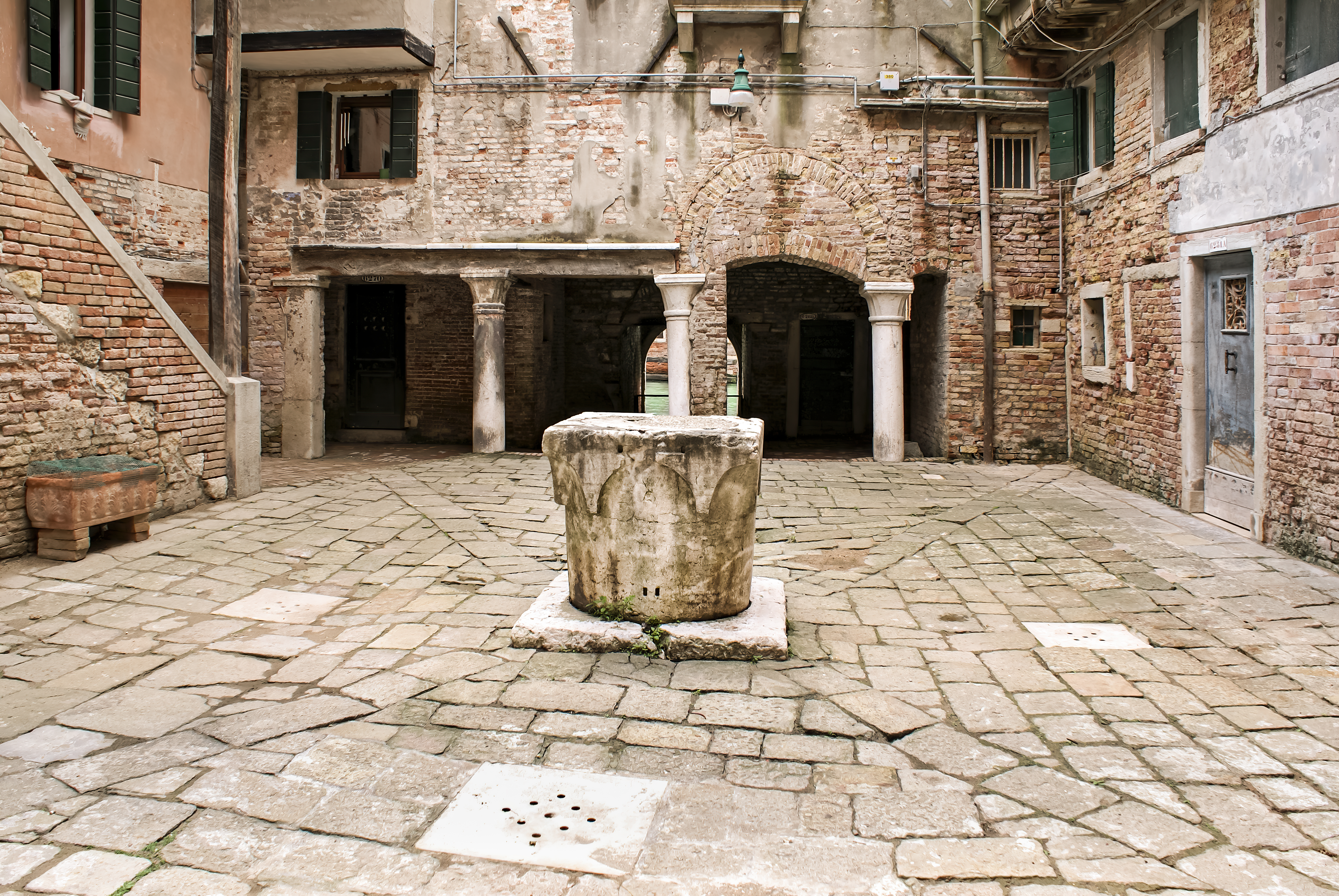
Puits dans la Corte Botera, quartier de Castello à Venise.